# Minuetto d'Holmès
Le Minuetto est une œuvre de musique de chambre d'Augusta Holmès composée en 1867.

## Contexte historique
Augusta Holmès compose sa pièce pour quatuor à cordes en 1867. Elle signe son œuvre du nom d'H. Zenta.